# 교황 호노리오 3세
교황 호노리오 3세(라틴어: Honorius PP. III, 이탈리아어: Papa Onorio III, 1148년 ~ 1227년)는 제177대 교황(재위: 1216년 7월 18일 - 1227년 3월 18일)이다. 본명은 첸치오 사벨리(이탈리아어: Cencio Savelli)이다.

## 초기 활동
사벨리 가문의 일족인 그는 로마에서 아이메리코의 아들로 태어났다.
산타 마리아 마조레 대성전의 의전사제로 장기간 있었다가 1188년 1월 교황 궁무처장이 되었으며, 1193년 2월 20일에는 산타 루치아 인 실리체 성당의 부제급 추기경에 서임되었다. 교황 클레멘스 3세와 교황 첼레스티노 3세 치세에 그는 로마 교회의 재무 담당자가 되어 조세 대장을 엮었으며, 1194년부터 1198년까지 교황청 상서원장을 지냈다.
1197년 그는 훗날 신성 로마 제국의 황제가 되는 프리드리히 2세의 가정교사가 되었다.
1200년 교황 인노첸시오 3세는 그를 산티 조반니 에 파올로 성당의 사제급 추기경에 서임하였다. 그는 1198년에 궁무처장직에서 잠시 해임되었으나 다시 기용된 것으로 추정된다.

## 교황 선출
1216년 7월 18일 교황 인노첸시오 3세가 선종하기 이틀 전에 17명의 추기경이 새 교황을 선출하기 위해 페루자에 모였다. 이탈리아의 혼란스러운 상황과 타타르족의 무서운 기세, 교회 분열에 대한 우려로 추기경들은 교황을 선출하는데 있어 타협점을 모색하였다. 추기경들은 오스티아의 우골리노(훗날의 교황 그레고리오 9세)와 귀도 파파레스키에게 새 교황을 지명할 권한을 주었다. 그들은 망설임 없이 첸시오 사벨리를 지명했으며, 첸시오 사벨리는 교황직을 받아들여 스스로 호노리오 3세라고 명명하였다. 그의 주교 서임식은 7월 24일 거행되었으며, 교황 대관식은 8월 31일 로마에서 거행되었다. 그리고 1216년 9월 3일 라테라노 대성전에서 로마 주교좌에 착좌하였다. 로마인들은 호노리오 3세의 선출을 크게 반겼다. 일단 호노리오 3세가 로마인이었던 데다가 상냥한 성격의 소유자였기 때문에 모든 사람이 그를 좋아하지 않을 수 없었다.
전임 교황 인노첸시오 3세와 마찬가지로 호노리오 3세도 두 가지 큰 목표를 달성하는데 전념하였다. 그 중 하나는 제5차 십자군을 통한 거룩한 땅의 회복이고 두 번째는 교회의 영적 쇄신이었다. 하지만 그는 인노첸시오 3세와는 대조적으로 물리력과 엄격함보다는 친절과 관용으로 목적을 달성하고자 하였다.

## 교황

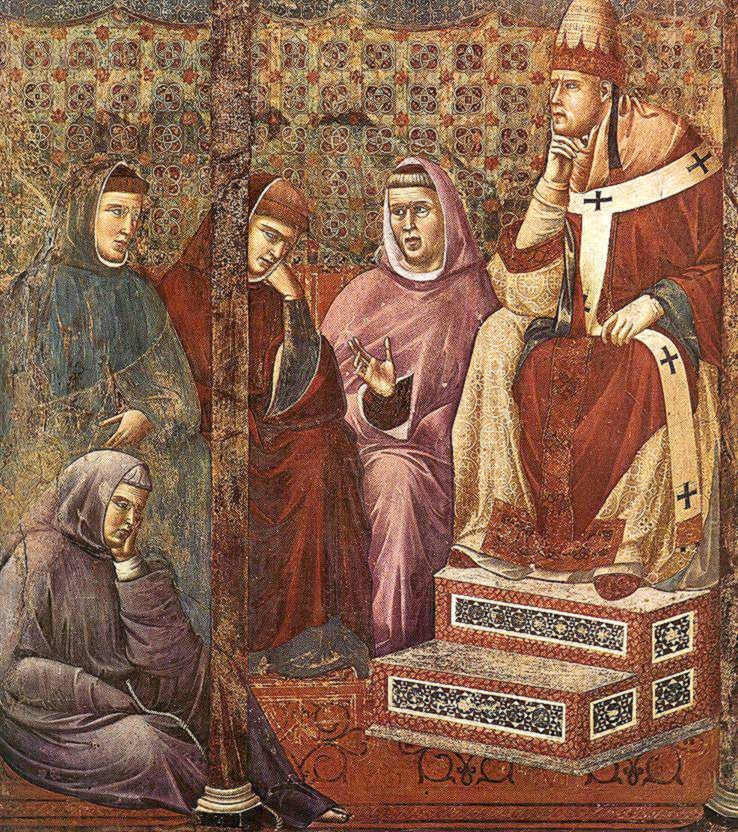
조토가 그린 교황 호노리오 3세

### 제5차 십자군
제5차 십자군은 1215년 제4차 라테라노 공의회에서 비준되었고, 호노리오 3세는 1217년에 십자군 원정 준비를 시작하였다. 이 거대한 사업을 위해 필요한 물자를 조달하기 위해 교황과 추기경들은 3년 동안 십일조를 냈다. 그 밖의 성직자들은 20분의 1을 냈다. 이렇게 모인 돈이 상당한 액수였지만, 호노리오 3세가 계획한 십자군 원정을 할 정도로 충분하지는 못했다.
1217년 4월 호노리오 3세는 쿠르트네이의 피에르 2세를 라틴 제국의 황제로 즉위시켰다. 그는 피에르 2세에게 큰 기대를 걸고 있었지만, 피에르 2세는 동방으로 길을 떠난 와중에 에페이로스 전제공국의 테오도로스 콤네노스 두카스에게 사로잡혀 감옥에서 여생을 마쳤다.
호노리오 3세는 거룩한 땅을 회복시킬 수 있는 유럽의 유일한 사람을 알고 있었다. 그 사람은 바로 과거 그의 제자였던 독일의 프리드리히 2세였다. 다른 많은 군주들과 마찬가지로 프리드리히 2세 역시 1217년에 거룩한 땅으로 가겠다는 서약을 했다. 그러나 프리드리히 2세는 막상 성지로 떠나는 것을 주저했고, 호노리오 3세는 그런 그에게 거듭 원정을 떠날 것을 촉구하였다.
1220년 4월 프리드리히 2세는 황제로 선출되어 같은 해 11월 22일 로마에서 대관식을 치렀다.
호노리오 3세의 요청에도 불구하고 프리드리히 2세는 아직도 십자군 원정을 망설였으며, 1221년 9월 8일 이집트 원정은 다미에타 상실로 처참하게 실패했다.
유럽의 통치자들 대부분은 이미 자기만의 전쟁에 참여하고 있었던 터라 본국을 비우고 떠날 수가 없었다. 헝가리의 언드라시 2세와 얼마 후에 니더라인(라인강 하류) 지방에서 모은 십자군 함대가 마침내 거룩한 땅으로 떠났다. 십자군은 다미에타를 비롯하여 이집트의 몇몇 곳을 점령했지만, 그리스도인들끼리 행동 통일이 되지 않고 십자군 지도자들과 교황 특사 펠라기우스 사이에 경쟁이 일어나면서 제5차 십자군 원정은 실패로 끝나고 만다.
1225년 6월 24일 마침내 프리드리히 2세가 십자군 원정을 떠나는 것이 확정되자 호노리오 3세는 이를 보다 수월하게 하기 위해 그와 예루살렘의 이사벨라 2세 여왕의 혼담을 추진했다. 그러나 1225년 7월 산 제르마노 조약은 2년의 유예기간을 허용했다.
프리드리히 2세는 이제 본격적으로 십자군 원정 준비에 돌입했다. 하지만 그 와중에 호노리오 3세는 1227년 3월 18일 자신이 그토록 바랐던 희망이 달성되는 것을 보지 못하고 로마에서 선종하였다. 그가 추진했던 사업은 후임자인 교황 그레고리오 9세가 이어받았다.
거룩한 땅의 해방 외에도 호노리오 3세는 프랑스 남부의 카타리파 이단 진압, 이베리아 반도의 레콩키스타, 발트해 연안을 대상으로 한 그리스도교 포교, 콘스탄티노폴리스에 세워진 라틴 제국 유지 등 굵지한 현안들을 도맡았다.
이들 현안 중에서도 그가 가장 신경 쓴 문제가 바로 이단의 뿌리를 뽑는 일이었다. 그는 프랑스 남부에 대한 인노첸시오 3세의 정책을 이어받아 레스터 백작 시몽 드 몽포르의 툴루즈 백작 레옹 6세의 땅에 대한 소유권을 인정하였을 뿐만 아니라 프랑스 왕실도 이 문제에 끌어들임으로써 인노첸시오 3세가 이루지 못했던 일을 달성했다.
이 시기에 일어난 중요한 사건은 아비뇽의 포위와 함락이다. 호노리오 3세와 프랑스의 루이 8세는 아비뇽에 대한 프리드리히 2세의 소유권 주장을 무시하였다.

### 수도회 인가와 기타 활동

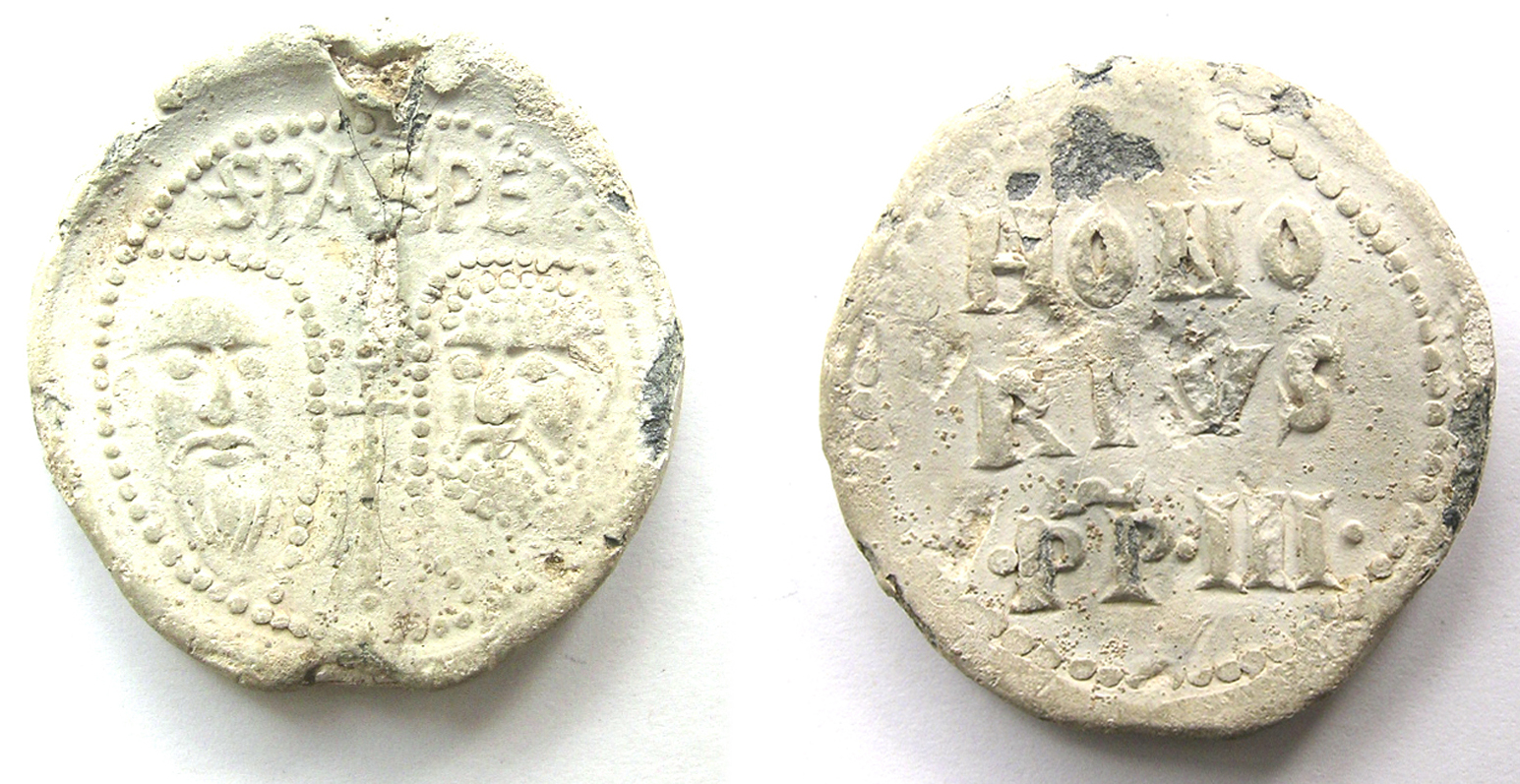
교황 호노리오 3세의 인장

호노리오 3세는 1216년에 도미니코회를 인가한 것을 시작으로, 1223년에는 프란치스코회를, 1226년에는 가르멜회를 인가하였다.
1219년 호노리오 3세는 도미니코와 그를 따르는 수도자들에게 로마의 산타 사비나 성당을 거처로 내주었으며, 그들은 1220년 초까지 이 성당에 머물렀다. 그 전에 수도자들 로마에 임시로 머문 거처는 산 시스토 베키오 수도원인데, 이곳은 1218년경 호노리오 3세가 도미니코에게 내주었다. 도미니코의 지도 아래 이곳 수도원은 성소 희망자들을 모집하고 로마의 수녀들을 개혁하는 장소가 되었다. 산타 사비나 성당의 수도원 학교(studium conventuale)는 산타 마리아 소프라 미네르바 성당의 도미니코회 대학교(studium generale)의 전신이 되었다.
1217년 호노리오 3세는 스테판 네마니치에게 세르비아의 국왕이라는 칭호를 부여하였다.
호노리오 3세의 치세에 많은 제3회가 설립되었다. 그는 1221년 교황 칙서 《생활 지침》(Memoriale propositi)을 내려 재속 프란치스코회를 인가하였다. 또한 그는 프랑스 파리 대학교에서 신학을 가르치던 전임 교수 네 명이 세운 발 데 에콜리에르 연합회를 인가하였다.
해박학 지식을 갖고 있었던 호노리오 3세는 성직자들이 특히 신학 분야에서 철저한 교육을 받아야 한다고 생각했다. 샤르트르의 사제 위그가 주교로 선출되자 호노리오 3세는 그가 주교가 되기에는 충분한 지식이 부족하다고 판단하여 1219년 1월 8일 《quum pateretur in litteratura defectum》이라는 서신을 보내 그의 승인을 보류한다는 뜻을 통보하였다. 심지어 그는 교황청에 근무하는 또다른 주교가 무지하다는 이유를 들어 주교직을 박탈하였다. 호노리오 3세는 그 당시 학문의 위대한 두 축이었던 파리 대학교와 볼로냐 대학교에 각종 특혜를 내렸다. 이들 대학교 외에도 그는 교구에서 신학 공부를 용이하도록 하기 위해 교황 칙서 《Super specula Domini》를 발표해 재능 있는 젊은이들을 선발해 신학교에 입학시키고 나중에 자신들의 교구에서 신학을 가르치도록 하였다.
호노리오 3세는 작가로서도 명성이 높았다. 그의 대표적인 저서로는 《로마 교회의 징벌서》(Liber Censuum Romanae Ecclesiae)가 있는데, 이 책은 재산 문제에 대한 중세 교회의 입장을 알아볼 수 있는 중요한 역사적 사료로써 내용이 사도좌의 수입 내역, 받은 기부 목록, 부여한 특권 목록 및 다른 도시국가 및 다른 나라 군주들과 맺은 계약 등으로 구성되어 있다. 이 책의 집필은 교황 클레멘스 3세 때부터 시작해 1192년 교황 첼레스티노 3세 때 끝마쳤다. 《로마 교회의 징벌서》의 원본은 여전히 남아있다(Vaticanus latinus 8486).
호노리오 3세는 교황 첼레스티노 3세와 교황 그레고리오 7세의 전기를 집필하고, 《로마 전례 예식서》(Ordo Romanus)에서 교회의 여러 전례 예식 및 34편의 강론 등을 기록하였다.

## 같이 보기
- 교황 목록